# DFS Kranich
DFS Kranich var ett segelflygplan som användes av KSAK vid utbildning av piloter vid Ålleberg.
1942 byggdes 30 Kranichs av AB Flygplan i Norrköping, och levererades till Svenska Flygvapnet under beteckningen Flygplan Se 103. Modellen användes vid utbildningen av piloter i Flygvapnet 1943–1955.